# The Duke
The Duke é um filme de comédia dramática britânico dirigido por Roger Michell, e escrito por Richard Bean e Clive Coleman. É estrelado por Jim Broadbent, Helen Mirren, Fionn Whitehead, Matthew Goode e Anna Maxwell Martin.
O filme foi premiado com 5 estrelas pelo The Guardian e The Daily Telegraph após a estreia mundial no Festival de Cinema de Veneza. Está previsto para ser lançado em 2021.

## Enredo
Em 1961, Kempton Bunton, um taxista de 60 anos, roubou o retrato do Duque de Wellington, feito por Goya, da National Gallery em Londres. Kempton enviou notas de resgate dizendo que devolveria a pintura, mas que, entretanto, com a condição de que o governo concordasse em fornecer televisão gratuitamente aos idosos.

## Elenco
- Jim Broadbent como Kempton Bunton
- Helen Mirren como Dorothy Bunton
- Fionn Whitehead como Jackie Bunton
- Matthew Goode como Jeremy Hutchinson
- Anna Maxwell Martin como Mrs. Gowling
- Jack Bandeira
- Aimée Kelly como Irene
- Charlotte Spencer
- Sian Clifford como Dr. Unsworth[4]

## Lançamento
O filme teve sua estreia mundial no Festival de Cinema de Veneza em 4 de setembro de 2020. Também foi selecionado para exibição no Festival de Cinema de Telluride em setembro de 2020, antes de seu cancelamento devido à pandemia de COVID-19. Pouco depois, a Sony Pictures Classics adquiriu os direitos de distribuição do filme nos Estados Unidos, na Escócia e na América Latina. O braço de distribuição da Pathé lançará o filme na França e na Suíça.